# Yves de Mbella
Pour les articles homonymes, voir Mbella.
Yves de Mbella né le 3 janvier 1970 au Cameroun, est un promoteur de spectacles, journaliste et animateur de radio et de télévision en Côte d'Ivoire.

## Biographie

### Enfance, éducation et débuts
Yves de Mbella est né le 3 janvier 1970 au Cameroun,. Il est l'ainé d'une fratrie de 4 enfants. Après l'obtention de son Baccalauréat A4, il s'inscrit en droit à l'université et obtient un Diplôme d’études universitaires générales en droit. Il est également titulaire d'un BTS en communication et action publicitaire obtenu à Abidjan.

### Carrière
Yves de Mbella fait ses débuts dans les médias dans les années 1990. Il travaille comme animateur à la radio et à la télévision pour des antennes comme Nostalgie en Côte d'Ivoire,,. Il travaille pendant une vingtaine d'années avec la Radio Nostalgie Abidjan. Il est le présentateur de l'émission Rien à Cacher sur la radio nostalgie et à la télévision sur Tam-Tam TV. Entre 2019 et 2021 , il est le présentateur de l'émission de divertissement "La télé d'ici vacances" diffusée sur NCI.

### Scandale
En septembre 2021, il reçoit dans son émission télé La télé d'ici vacances diffusée sur NCI, un violeur repenti libéré qu'il met en scène et lui demandant de reconstituer une scène de viol sur un mannequin. La démonstration suscite l'indignation de l'opinion publique ivoirienne. La ligue ivoirienne pour les droits de femmes porte plainte contre l'animateur et la chaine NCI pour apologie du viol et outrage public à la pudeur. Yves de Mbella est condamné à une peine de 12 mois de prison avec sursis et à payer une amende de deux millions de francs CFA,.